# 8-я Македонская ударная бригада
8-я Македонская Велесская ударная бригада (сербохорв. Osma makedonska Veleska udarna brigada / Осма македонска Велешка ударна бригада, макед. Осма македонска Велешка ударна бригада) — воинское формирование Народно-освободительной армии Югославии, участвовавшее в боевых действиях в Вардарской Македонии во время Народно-освободительной войны.

## История
Дата образования бригада точно не установлена: большинство источников указывают на 2 сентября 1944, хотя фигурирует и дата 2 ноября 1944. Набиралась из добровольцев из села Отищино и партизан Велесско-Прилепского отряда имени Трайче Петкановски. Участвовала в боях за Велес, Скопье и Тетово в составе 42-й дивизии, в декабре была переведена в 41-ю дивизию. Официально была распущена 12 февраля 1946, хотя прекратила существование де-факто в 1945 году. Всего насчитывала 4 батальона.

## Известные военнослужащие
- Кирил Чаулев, командир (2 сентября 1944 - май 1945)
- Гюро Томичич, заместитель командира и начальник штаба
- Захария Трайковски, командир (с мая 1945)
- Павле Игновски, заместитель командира (2 сентября - 25 декабря 1944)
- Боро Мокров, политрук (2 сентября - 25 декабря 1944)
- Лука Чавор, политрук
- Петар Гогич, политрук
- Никола «Жужи» Митевски, заместитель командира (2 сентября - май 1945)
- Кузман Смилевски, заместитель командира
- Методия Стойчевски
- Круме Попстефанов, начальник штаба
- Киро Хаджикостов, начальник штаба (со 2 сентября 1944)
- Борис Жабевски, начальник штаба